# Telusus blandus
Telusus blandus är en insektsart som beskrevs av David D. Gillette 1898. Telusus blandus ingår i släktet Telusus och familjen dvärgstritar. Inga underarter finns listade i Catalogue of Life.